# Бурдина
Бу́рдина (рос. Бурдина) — присілок у складі Абатського району Тюменської області, Росія.
Населення — 39 осіб (2010, 41 у 2002).
Національний склад станом на 2002 рік:
- росіяни — 100 %